# Шкляев, Алексей Петрович
Алексей Петрович Шкляев (род. 28 сентября 1949, д. Нижнее Корякино, Шарканский район, УАССР, СССР) — удмуртский журналист, публицист и драматург. Заслуженный работник культуры УАССР (1988), отличник печати СССР. Член Союза журналистов Удмуртии. С 1994 по 2010 годы — главный редактор газеты «Удмурт дунне».

## Биография
Алексей Петрович Шкляев родился 28 сентября 1949 года в деревне Нижнее Корякино Шарканского района Удмуртии. Окончил неполную среднюю школу деревни Нижние Кивары (1964), Дебёсское педучилище (1968), Ижевский вечерний университет марксизма-ленинизма (1971), отделение журналистики Казанского госуниверситета (1977), Свердловскую высшую партшколу (1984).
С 18-летнего возраста Алексей Петрович работает в редакции газеты «Удмурт дунне» (ранее — «Советской Удмуртия»). Был младшим литсотрудником, корреспондентом, заведующим отделами, заместителем редактора; с 1994 по 2010 годы возглавлял это издание, после чего вышел на пенсию. Шкляев является автором газетных и журнальных статей и очерков, рассказов, юморесок, радиоочерков, сценок. Сценка «Мастерская подножка» в 1982 году была опубликована в журнале «Крокодил».
Алексей Петрович — автор ряда драматических произведений, некоторые из которых в конце 1990-х годов были поставлены в Удмуртском государственном драматическом театре.
В 1991 году на конкурсе Конфедерации журналистских союзов стран СНГ Шкляев был награждён дипломом 1 степени.
В 1992—1996 годах Алексей Петрович занимал должность председателя Союза журналистов Удмуртской республики, в 1994—1998 годах был секретарём Союза журналистов России.

## Избранные произведения

### Книга очерков
- "Вож кыйлэн" кыӵесаз : юонлэн изъян ваемез сярысь журналистлэн гожтэмъёсыз (удм.) / А. П. Шкляев. — Ижевск: Удмуртия, 1986. — 61 с.

### Пьесы
- Сьöлыктэм сьöлык (с удм. — «Грех без греха»), 1992 — поставлена в Удмуртском государственном драматическом театре.
- Майбыр-макмыр (с удм. — «Горькое похмелье»), 1992 — поставлена в Удмуртском государственном драматическом театре.
- Дор (с удм. — «На родине»), 1995 — поставлена в молодёжном театре «Дарт».